# Sphagnum cruegeri
Sphagnum cruegeri là một loài rêu trong họ Sphagnaceae. Loài này được Cardot mô tả khoa học đầu tiên năm 1897.